# Linówko
Linówko (deutsch Klein Lienichen) ist ein Ort in der Gmina Ińsko (deutsch Nörenberg) in der polnischen Woiwodschaft Westpommern. Er liegt circa fünf Kilometer westlich von Ińsko zwischen der westlichen Spitze des Jezioro Ińsko (Enzigsee, Lienicher Lanke) und dem Lienischen See.

## Geschichte

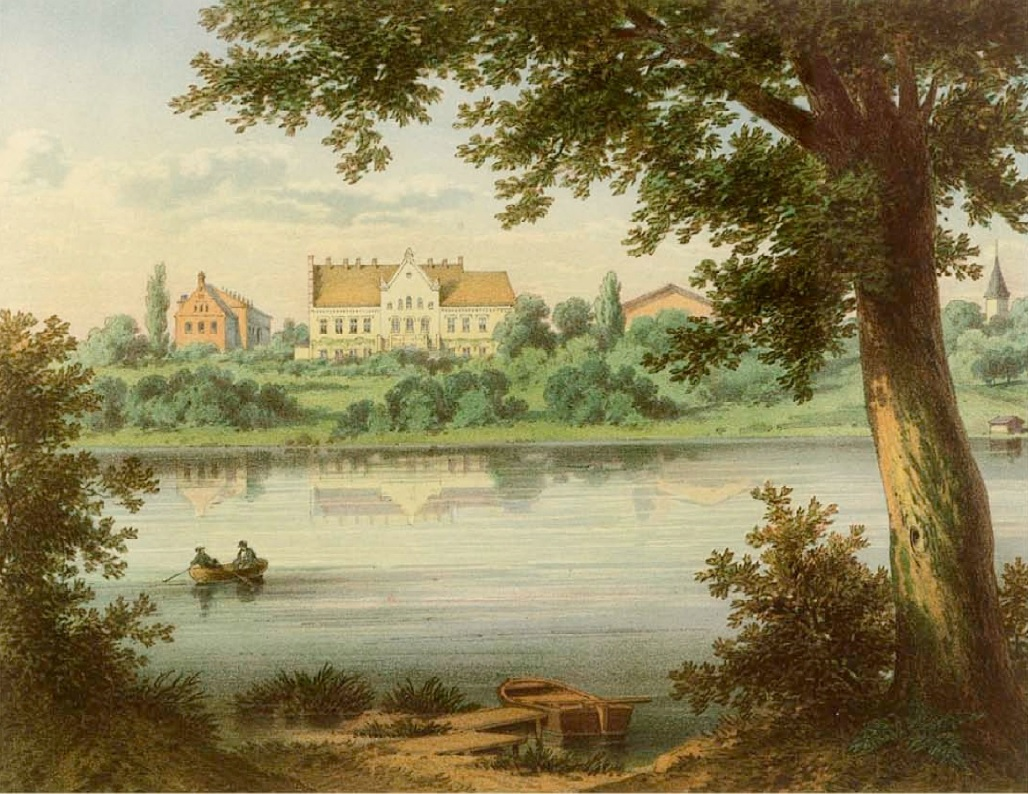
Rittergut Lienichen, Sammlung Alexander Duncker

Aus vorgeschichtlicher Zeit stammten die Großsteingräber bei Klein Lienichen, zehn Grabanlagen der jungsteinzeitlichen Trichterbecherkultur. Sie wurden im 19. Jahrhundert zerstört.

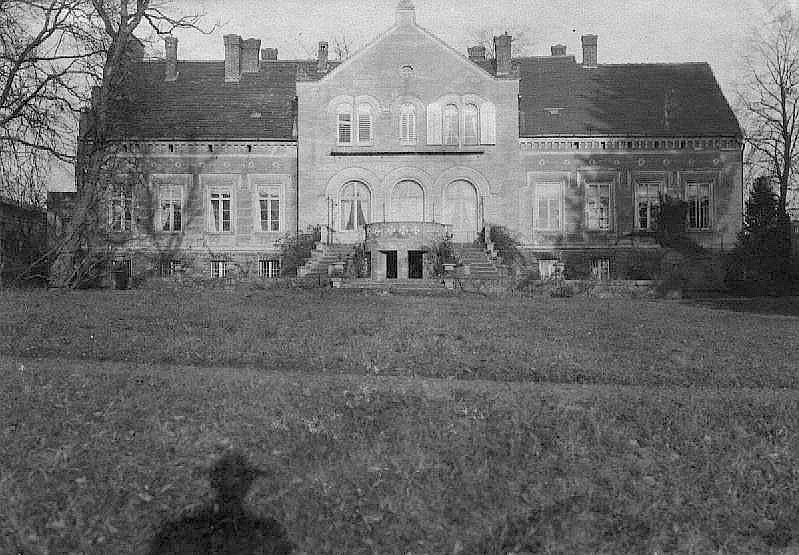
Herrenhaus Klein Lienichen (um 1935)

Ehemals gehörte Klein-Lienichen zum Landkreis Dramburg der Neumark, dann zum Landkreis Saatzig im Regierungsbezirk Stettin der Provinz Pommern. Der Ort umfasste das Dorf und ein Lehns-Rittergut und bildete mit dem Vorwerk mit den Wohnplätzen Friedrichsthal und Karlsthal (auch Carlshof genannt) sowie mit dem nördlich des Dorfes im Klein Lienichener Wald gelegenen Gut Ziegenberg und mit dem Rittergut Langenhagen (Długie) A. B. einen ca. 6.000 Morgen umfassenden Güterkomplex, der seit länger als 400 Jahre in ununterbrochener Erbfolge in dem Besitz der Familie von Mellenthin war. Vormals ein Lehen derer von Wedel, wurde es der Familie von Mellenthin von den Kurfürsten zu Brandenburg direkt zum Lehen gegeben. Der Regierungsrat Friedrich von Mellenthin ließ 1852 ein neugotisches Herrenhaus umgeben von seinen Wirtschaftsgebäuden, über See und Wald gelegen, errichten. Er vererbte diesen Besitz an seinen Sohn Carl von Mellenthin.
Die letzte Eigentümerin war die Witwe Alexandrine Johanna Erdmuthe von Mellenthin, geborene von Tiedemann, die 1913 Maximilian von Mellenthin († 1922) geheiratet hatte. 1939 zählten zu dem 950 ha großen Rittergut 50 Pferde, 200 Rinder und 300 Schweine. 1942 wurde das Gut Ziegenberg an den Staatsforst verkauft.
Besonderheiten des Gemeindegebietes waren ein großer Findling in der Nähe des Lienicher Sees sowie die evangelische Dorfkirche, ein Fachwerkbau mit niedrigem Westturm. An der Altarwand war ein mittelalterlicher Altarschrein mit Schnitzfiguren der Anna, Maria und eines Märtyrers aufgestellt. Die Kanzel war eine schlichte Schnitzarbeit aus der Barockzeit, die eichenfarbig überstrichen war.
Klein Lienichen gehörte bis 1945 zum evangelischen Kirchspiel Steinhöfel (Kamienny Most) im Kirchenkreis Freienwalde (Chociwel) in der Kirchenprovinz Pommern der Kirche der Altpreußischen Union und ist heute in die Trinitatiskirchengemeinde in Stettin in der Diözese Pommern-Großpolen der Evangelisch-Augsburgischen Kirche in Polen eingepfarrt.